# Стефан Апостолов (революционер)
Вижте пояснителната страница за други личности с името Стефан Апостолов.
Стефан Апостолов Иванов е български военен и революционер, деец на Вътрешната македоно-одринска революционна организация.

## Биография
Роден е на 9 март 1876 година в леринското село Баница, тогава в Османската империя. Основател е на комитета на ВМОРО в Баница и от 1902 година е негов ръководител. През септември 1902 година при обиск в къщата му е открита пушка, той е арестуван и жестоко малтретиран в затвора. Освободен е след шест месеца с подкуп и веднага става нелегален в четата на Тане Стойчев. През Илинденско-Преображенското въстание през лятото на 1903 година е подвойвода (отдельонен началник) в четата на Тане Стойчев и се отличава със смелост, като взима участие във всички сражения в революционния район.
След погрома на въстанието се изселва във Варна, България. През Балканската война е доброволец в Македоно-одринското опълчение, като е зачислен в огнестрелния парк на МОО, а после и в продоволствения транспорт. В Първата световна война Стефан Апостолов е младши подофицер във II дружина на V македонски полк на Единадесета пехотна македонска дивизия.
След края на войната се връща във Варна и участва в дейността на Илинденската организация. Умира на 25 март 1937 година.
След войните е член на Илинденската организация. Умира в голяма бедност.
На 13 март 1943 година, вдовицата му Мария, 75-годишна, родом от Баница и жителка на Варна, подава молба за българска народна пенсия, която е одобрена и пенсията е отпусната от Министерския съвет на Царство България.